# Ludhelm de Toul
Ludhelm de Toul († 915) est le 30e évêque de Toul.

## Biographie
Successeur de l'évêque Arnald, Ludelme était un religieux de l'Abbaye Saint-Maximin de Trèves ; il fut sacré en 895 par l'Archevêque Radbod (assisté par l'évêque Robert de Metz et Dadon de Verdun). Brulée par les Normands, il donna de sa fortune pour reconstruire la ville de Toul. Du roi Arnoul, il obtient l'église de Gondreville. Il obtient ensuite de Zwentibold, fils naturel et successeur d'Arnoul au trône de Lorraine, une partie des bois de Heiz en 898, avec le droit de chasse. Le même prince accorda aux religieux de l'abbaye Saint-Evre de Toul le privilège de pêcher deux fois par semaine dans la Moselle et se démit, en leur faveur, de ses prétentions sur les bois de saint Evre et de saint Etienne. Louis III de Germanie auquel fut déférée la couronne de Lorraine après la mort de Zwentibold, son frère, accorda à Ludelme le droit de frapper monnaie dans sa ville épiscopale. Il acheta pour son Église la petite Abbaye de Saint-Piant. 
Ludelme qui mourut le 11 septembre 905 est le premier des évêques de Toul qui ait été enterré dans la Cathédrale (devant l'autel saint Martin) ; presque tous jusqu'alors avaient choisi leur sépulture dans l'abbaye Saint-Evre de Toul. Les auteurs des Manuscrits de Saint Mansuy portent deux jugements tout à fait opposés sur cet évêque : l'un dit qu'un gros livre ne suffirait pas pour contenir les actes de sainteté et les grandes actions de ce prélat et l'autre prétend qu'il était peu exercé dans la vie spirituelle et dans la dévotion, qu'il gouvernait son diocèse, non en père, mais en maître sévère, qu'il prenait le bien des monastères et qu'il en disposait à sa volonté et que pour le punir, Dieu le frappa d'un mal au bras qui le conduisit au tombeau. 
Il assista quelques jours après son sacre au Concile de Tribur (en), dans le diocèse de Mayence.
Il eut pour successeur Drogon.